# 李沐英
李沐英（1902年—1993年9月10日），曾用名李慧、李慧剑、李慕英、吴如:103，湖南岳阳人，中国共产党党员，中华人民共和国政治人物。

## 生平
1902年，李沐英出生于湖南岳阳。1921年进入长沙女子师范学校读书。在校期间参与了反对赵恒惕的运动，并联合其他学生将反对运动的长沙女子师范学校的校长黄惠君轰出了学校。1925年五卅惨案发生后，组织师生举行抗议游行。1925年秋考入北京女子师范大学。1926年在三一八惨案中得以幸免，事后组织同学安葬死难者。同年6月，李慕英加入中国共产党，当年暑假返回岳阳，在县立女子中学任教。当年8月，北伐军占领岳阳，李沐英组织师生在岳阳宣传国民革命。1927年4月，李沐英作为列席代表参加了中国共产党第五次全国代表大会。:103
1927年下半年，李沐英前往莫斯科东方劳动者共产主义大学就读，期间与王明发生争执，进而被王明以“出身于官僚地主家庭”为由开除出党。随后李沐英前往共产国际监察委员会抗议，党籍得以恢复。1930年秋天，李沐英回国，在上海全国赤色总工会从事保管兼统计工作。1931年春天被上海公共租界巡捕房逮捕，引渡至南市的公安局之后，关押于上海龙华监狱。在监狱中，李沐英担任女监中共党支部书记。1932年春天，李沐英经中共党组织营救获释，出狱后留在上海，在中共中央宣传部及全国总工会担任秘书。1940年前往延安，先后担任抗日军人家属工业合作社主任，中共中央农村工作委员会秘书长，延安南昌公司织布厂厂长。抗日战争胜利后，李沐英前往大连工作。:103:213:162-165
中华人民共和国成立后，李沐英先后担任中南区人民监察委员会副秘书长、中央监察部第一司司长、中共监察部党组成员等职务。1958年10月被打成“右派”并被开除党籍，撤销原职务后降级分配。文化大革命中，李沐英受到迫害。1978年得以平反，恢复名誉、党籍和行政级别，后从轻工业部离职休养。1980年8月，增补为第五届全国政协委员。1993年9月10日因病在北京去世。:103:213:182-187

## 个人生活
在莫斯科学习期间，李沐英结识了共产国际中国交通局交通员李春田，之后二人结婚。